# NGC 2231
NGC 2231 (другое обозначение — ESO 87-SC6) — рассеянное скопление в созвездии Золотая Рыба.
Этот объект входит в число перечисленных в оригинальной редакции «Нового общего каталога».
Диаграмма Герцшпрунга-Рассела для этого скопления показывает развитую главную последовательность и смещённую в сторону голубой части диаграммы ветвь звёзд-гигантов. Это смещение может быть вызвано либо низким содержанием металлов в скоплении, либо повышенным содержанием гелия в нём. Металличность скопления составляет [Fe/H] = -0,9.